# Archilestris wenzeli
Archilestris wenzeli är en tvåvingeart som beskrevs av Nelson Papavero och Georges Bernardi 1974. Archilestris wenzeli ingår i släktet Archilestris och familjen rovflugor.
Artens utbredningsområde är Guatemala. Inga underarter finns listade i Catalogue of Life.